# Finnország az 1936. évi téli olimpiai játékokon
Finnország a németországi Garmisch-Partenkirchenben megrendezett 1936. évi téli olimpiai játékok egyik részt vevő nemzete volt. Az országot az olimpián 5 sportágban 19 sportoló képviselte, akik összesen 6 érmet szereztek.

## Érmesek
| Érem  | Versenyző                                               | Sportág        | Versenyszám           |
| ----- | ------------------------------------------------------- | -------------- | --------------------- |
| Arany | Kalle Jalkanen Klaes Karppinen Matti Lähde Sulo Nurmela | Sífutás        | Férfi 4 × 10 km váltó |
| Ezüst | Birger Wasenius                                         | Gyorskorcsolya | Férfi 5000 m          |
| Ezüst | Birger Wasenius                                         | Gyorskorcsolya | Férfi 10 000 m        |
| Bronz | Birger Wasenius                                         | Gyorskorcsolya | Férfi 1500 m          |
| Bronz | Antero Ojala                                            | Gyorskorcsolya | Férfi 5000 m          |
| Bronz | Pekka Niemi                                             | Sífutás        | Férfi 18 km           |

## Északi összetett
| Versenyző      | Sífutás | Sífutás | Sífutás | Síugrás  | Síugrás  | Síugrás  | Síugrás  | Síugrás | Síugrás | Összesítés | Összesítés |
| Versenyző      | Sífutás | Sífutás | Sífutás | 1. ugrás | 1. ugrás | 2. ugrás | 2. ugrás | Össz.   | Össz.   | Összesítés | Összesítés |
| Versenyző      | Idő     | Pont    | Hely.   | Távolság | Pont     | Távolság | Pont     | Pont    | Hely.   | Pont       | Helyezés   |
| -------------- | ------- | ------- | ------- | -------- | -------- | -------- | -------- | ------- | ------- | ---------- | ---------- |
| Pertti Mattila | 1:26:21 | 179,7   | 25.     | 45,0     | 92,0     | 47,0     | 96,7     | 188,7   | 21.*    | 368,4      | 19.        |
| Timo Murama    | 1:24:52 | 187,5   | 13.     | 49,0     | 103,7    | 48,0     | 102,1    | 205,8   | 5.      | 393,3      | 7.*        |
| Niilo Nikunen  | 1:23:59 | 192,2   | 9.      | 47,5     | 99,2     | 45,5     | 92,4     | 191,6   | 15.     | 383,8      | 10.        |
| Lauri Valonen  | 1:26:34 | 178,6   | 26.     | 52,0     | 108,4    | 54,5     | 114,2    | 222,6   | 1.      | 401,2      | 4.         |

* - egy másik versenyzővel azonos eredményt ért el

## Gyorskorcsolya
| Versenyző       | Versenyszám | Eredmény | Helyezés |
| --------------- | ----------- | -------- | -------- |
| Ossi Blomqvist  | 500 m       | 46,2     | 19.*     |
| Ossi Blomqvist  | 1500 m      | 2:23,2   | 9.*      |
| Ossi Blomqvist  | 5000 m      | 8:36,6   | 6.       |
| Ossi Blomqvist  | 10 000 m    | 17:42,4  | 5.       |
| Åke Ekman       | 1500 m      | 2:27,2   | 20.*     |
| Åke Ekman       | 5000 m      | 9:00,4   | 22.*     |
| Antero Ojala    | 500 m       | 44,9     | 8.*      |
| Antero Ojala    | 1500 m      | 2:23,2   | 9.*      |
| Antero Ojala    | 5000 m      | 8:30,1   |          |
| Antero Ojala    | 10 000 m    | 17:46,6  | 7.       |
| Jorma Ruissalo  | 500 m       | 44,9     | 8.*      |
| Birger Wasenius | 500 m       | 44,9     | 8.*      |
| Birger Wasenius | 1500 m      | 2:20,9   |          |
| Birger Wasenius | 5000 m      | 8:23,3   |          |
| Birger Wasenius | 10 000 m    | 17:28,2  |          |

* - egy másik versenyzővel azonos eredményt ért el

## Műkorcsolya
| Versenyző       | Versenyszám  | Kötelező elemek   | Kötelező elemek | Kűr               | Kűr   | Összesítés                     | Összesítés                     | Összesítés                     | Összesítés                     | Összesítés                     | Összesítés                     | Összesítés                     | Összesítés        | Összesítés  | Összesítés | Összesítés |
| Versenyző       | Versenyszám  | Kötelező elemek   | Kötelező elemek | Kűr               | Kűr   | Helyezési pontszámok bírónként | Helyezési pontszámok bírónként | Helyezési pontszámok bírónként | Helyezési pontszámok bírónként | Helyezési pontszámok bírónként | Helyezési pontszámok bírónként | Helyezési pontszámok bírónként | Több. hely. száma | Hely. össz. | Pont       | Helyezés   |
| Versenyző       | Versenyszám  | Több. hely. száma | Hely.           | Több. hely. száma | Hely. | 1                              | 2                              | 3                              | 4                              | 5                              | 6                              | 7                              | Több. hely. száma | Hely. össz. | Pont       | Helyezés   |
| --------------- | ------------ | ----------------- | --------------- | ----------------- | ----- | ------------------------------ | ------------------------------ | ------------------------------ | ------------------------------ | ------------------------------ | ------------------------------ | ------------------------------ | ----------------- | ----------- | ---------- | ---------- |
| Marcus Nikkanen | Férfi egyéni | 4×7+              | 6.              | 5×9+              | 9.    | 7,0                            | 7,0                            | 5,0                            | 5,0                            | 12,0                           | 9,0                            | 9,0                            | 4×7+              | 54,0        | 2664,7     | 7.         |

## Sífutás
| Versenyző                                               | Versenyszám     | Eredmény | Helyezés |
| ------------------------------------------------------- | --------------- | -------- | -------- |
| Kalle Jalkanen                                          | 18 km           | 1:19:27  | 12.      |
| Matti Lähde                                             | 18 km           | 1:20:21  | 15.      |
| Sulo Nurmela                                            | 18 km           | 1:18:20  | 7.       |
| Pekka Niemi                                             | 18 km           | 1:16:59  |          |
| Pekka Niemi                                             | 50 km           | 3:44:14  | 8.       |
| Frans Heikkinen                                         | 50 km           | 3:42:44  | 7.       |
| Kalle Heikkinen                                         | 50 km           | 3:54:25  | 14.      |
| Klaes Karppinen                                         | 50 km           | 3:39:33  | 5.       |
| Sulo Nurmela Klaes Karppinen Matti Lähde Kalle Jalkanen | 4 × 10 km váltó | 2:41:33  |          |

## Síugrás
| Versenyző      | 1. ugrás | 1. ugrás | 1. ugrás | 2. ugrás | 2. ugrás | 2. ugrás | Összesítés | Összesítés |
| Versenyző      | Távolság | Pont     | Hely.    | Távolság | Pont     | Hely.    | Pont       | Helyezés   |
| -------------- | -------- | -------- | -------- | -------- | -------- | -------- | ---------- | ---------- |
| Timo Murama    | 71,0     | 100,9    | 22.      | 70,0     | 101,3    | 21.      | 202,2      | 24.        |
| Sauli Pälli    | 71,0     | 42,7     | 47.      | 68,5     | 37,6     | 47.      | 80,3       | 47.        |
| Väinö Tiihonen | 71,5     | 108,0    | 9.       | 70,0     | 107,3    | 7.       | 215,3      | 9.         |
| Lauri Valonen  | 73,5     | 113,2    | 5.       | 67,0     | 106,2    | 11.      | 219,4      | 6.         |